# Academia Matemática (Academias Valencianas)
La primera sesión  de la  Academia Matemática valenciana, en 1687, en casa de Baltasar Íñigo, tuvo junto al anfitrión otros dos concurrentes, el padre Tomás Vicente Tosca y Juan Bautista Corachán, que oficiaba de secretario.